# Фидальго, Альваро
Альваро Фидальго Фернандес (исп. Álvaro Fidalgo Fernández; род. 9 апреля 1997, Овьедо, Астурия) — испанский футболист, полузащитник клуба «Америка».

## Клубная карьера
Фидальго — воспитанник клубов «Кондал», «Овьедо», «Спортинг» и «Реал Мадрид». Летом 2016 года Альваро на правах аренды выступал за «Райо Махадаонда». После окончания аренды Фидальго вернулся в «Реал» и выступал за дублирующий состав. 6 декабря 2018 года в поединке Кубка Испании против «Мелильи» Альваро дебютировал за основной состав. Летом 2020 года Фидальго перешёл в «Кастельон», подписав контракт на 3 года. В матче против «Понферрадина» он дебютировал в Сегунде. 
В начале 2021 года Фидальго был арендован мексиканской «Америкой». 21 февраля в матче против «Атласа» он дебютировал в мексиканской Примере. По окончании аренды клуб выкупил трансфер игрока и подписал с ним контракт на четыре года. 1 августа в поединке против «Некаксы» Альваро забил свой первый гол за «Америку».  